# Виллер-ле-По
Вилле́-ле-По (фр. Villers-les-Pots) — коммуна во Франции, находится в регионе Бургундия. Департамент коммуны — Кот-д’Ор. Входит в состав кантона Осон. Округ коммуны — Дижон.
Код INSEE коммуны — 21699.

## Население
Население коммуны на 2010 год составляло 1034 человека.
| 1962 | 1968 | 1975 | 1982 | 1990 | 1999 | 2010 |
| ---- | ---- | ---- | ---- | ---- | ---- | ---- |
| 722  | 731  | 790  | 763  | 855  | 871  | 1034 |

## Экономика
В 2010 году среди 636 человек трудоспособного возраста (15—64 лет) 500 были экономически активными, 136 — неактивными (показатель активности — 78,6 %, в 1999 году было 69,2 %). Из 500 активных жителей работали 459 человек (241 мужчина и 218 женщин), безработных было 41 (20 мужчин и 21 женщина). Среди 136 неактивных 45 человек были учениками или студентами, 54 — пенсионерами, 37 были неактивными по другим причинам.